# 조지 타케이
조지 타케이(George Takei, 1937년 4월 20일 ~ )는 미국의 배우이다. 히카루 술루 역을 맡은 것으로 가장 잘 알려져 있다.

## 출연 작품
- 스타트렉6
- 쿠보와 전설의 악기